# Мукожев, Артур Хабалович
Артур (Муса, Мусса) Хабалович Мукожев (1966 год, Нальчик — 10 мая 2009 года, с.Дыгулыбгей, Кабардино-Балкария) — кабардино-балкарский имам, идеолог ваххабизма, основатель и лидер Кабардино-Балкарского джамаата. Находился в федеральном розыске как один из вдохновителей и организаторов нападения на Нальчик 13 октября 2005 года.

## Биография
Проходил службу в Советской Армии. В 1990 году окончил курсы исламоведения при Духовном управлении мусульман (ДУМ) Кабардино-Балкарской республики (КБР), представляющем официальное мусульманское духовенство, а затем окончил Кабардино-Балкарский исламский институт. Стажировался в Иордании по совершенствованию знаний ислама и изучению арабского языка. В 1994 году был назначен ДУМ КБР руководителем появившегося годом ранее Исламского центра Кабардино-Балкарии (ИЦКБ).
С 1996 года имам-хатыб мечети в микрорайоне Нальчика Вольный аул. Его проповеди в короткий срок стали очень популярны, а пятничные намазы собирали до тысячи человек, приезжавших из разных населенных пунктов, в том числе из дальних сёл. Скоро ему удалось создать централизованную разветвлённую сеть групп мусульман. Со временем он перешёл в оппозицию к ДУМ КБР. Вошёл в Конгресс народов Ичкерии и Дагестана.
В 1999 году вместе с Анзором Астемировым создал Кабардино-Балкарский джамаат, который возглавил, а Астемиров стал его заместителем.
По свидетельству Х. Емкужева, Астемиров и Мукожев первоначально не были радикально настроенными. Как рассказывал Руслан Нахушев: "Я убеждал Мусу Мукожева и других руководителей джамаата, что надо все делать по закону, что не надо уходить в подполье... Они считают, что их преследуют за их веру... Муса мне потом сказал: "Руслан, ты в принципе правильно все говорил, но ты ошибся. В этой стране ничего нельзя добиться по закону. Законы написаны для одних, и используются они против других".
Начиная с 2000 года имя Мукожева неоднократно возникало в уголовных делах связанных с религиозным экстремизмом, в его квартире было проведено множество обысков.
В августе 2000 года Главным управлением Генеральной прокуратуры РФ на Северном Кавказе против него было возбуждено уголовное дело за пособничество незаконным вооруженным формированиям, в постановлении о возбуждении которого отмечалось, что он в 1999 г. создал исламистскую группу, действия которой были направлены на оказание помощи Хаттабу и Басаеву.
В 2001 году вместе с Астемировым был задержан по подозрению в причастности к террористическим актам, совершенным на территории Ставропольского края и Карачаево-Черкесии (см.). Они провели три месяца в следственном изоляторе «Белый лебедь» Пятигорска, однако затем "за недоказанностью" были освобождены.
Во второй половине 2003 года со стороны властей начались активные притеснения мусульман, что связывают с длительным нахождением на территории республики Шамиля Басаева. Мукожев в 2003-2004 годах выступал с заявлениями, что с трудом удерживает джамаат от ответного вооружённого выступления. В 2004 году его мечеть в Нальчике была закрыта и в том же году сам он перешёл на нелегальное положение.
Как отмечают, после организованного Астемировым нападения на Госнаркоконтроль КБР 14 декабря 2004 года в общине произошел раскол, часть членов поддержала Астемирова, однако Мукожев выступил против, но некоторое время спустя поддержал силовые акции.
После нападения на Нальчик 13 октября 2005 года Мукожев был объявлен в розыск.
По свидетельству Х. Емкужева, после Нападения на Нальчик Астемиров был назначен командиром Кабардино-Балкарского сектора Кавказского фронта, а Мукожев стал его заместителем. Он оставался заместителем амира КБР и после образования Имарата Кавказ.
В сентябре 2006 года на сайте "Кавказ-центр" было опубликовано его выступление "Выйдя на джихад, мы обрели настоящую свободу", в котором он настаивал на том, что участие в войне против неверных является обязанностью каждого мусульманина.
Погиб в ходе спецоперации ФСБ — во время боестолкновения с которой находился вместе с Маратом Гулиевым (также находившимся в федеральном розыске и, по данным официальных органов, являвшимся ещё одним заместителем амира Астемирова) и Х. Сижажевым в передвигавшейся автомашине, в которой сработало самодельное взрывное устройство, в результате чего автомобиль полностью сгорел.